# Métro de Valparaíso
Le métro de Valparaíso, également dénommé Merval, est un réseau ferré de la ville de Valparaíso, seconde ville du Chili. Le réseau comporte une seule ligne qui dessert 20 stations sur 43 kilomètres de longueur, essentiellement en surface. Exploité par Metro Regional de Valparaíso S.A., filiale de l'Empresa de los Ferrocarriles del Estado, il a été inauguré le 23 novembre 2005 par le président chilien Ricardo Lagos.
La présence de plusieurs passages à niveau sur trajet, la possibilité de traverser sur les rails pour passer d'un quai à l'autre dans certaines stations, l'absence de séparation (voies non protégées) sur une partie du parcours qualifie la ligne comme une ligne de chemin de fer suburbaine ou un pré-métro et non un métro.

## La ligne
La ligne actuelle s'appuie dans sa partie est sur une ligne de chemin de fer suburbaine qui fut reliée avec une section souterraine entre les stations Miramar et Chorrillos.
Des services partiels à la fréquence élevée en heure de pointe (5 minutes) sont organisés entre les stations Puerto et El Belloto. La section El Belloto-Limache est desservie toutes les quinze minutes.
Le matériel roulant comprend 27 rames de type X'Trapolis 100, fabriquées par Alstom Transport. Composées de deux voitures, dotées de l'air conditionné, elles offrent 144 places assises et peuvent contenir jusqu'à 392 passagers.

### Les stations
Les stations de la ligne existante ont été améliorées.

#### Liste des stations
- Puerto
- Bellavista
- Francia
- Barón
- Portales
- Recreo
- Miramar
- Viña del Mar
- Hospital
- Chorrillos
- El Salto
- Quilpué
- El Sol
- El Belloto
- Las Américas
- La Concepción
- Villa Allemana
- Sargento Aldea
- Peñablanca
- Limache